# Amatos de Alba
Amatos de Alba es una localidad del municipio de Alba de Tormes, en la provincia de Salamanca, España. Se integra dentro de la comarca de la Tierra de Alba. Pertenece al partido judicial de Salamanca y a la Mancomunidad Rutas de Alba.

## Historia
Su fundación se remonta a los procesos repobladores llevados a cabo por los reyes leoneses en la Alta Edad Media, teniendo ya en el siglo XIII la actual denominación de Amatos, y quedando integrado en el cuarto de Cantalberque de la jurisdicción de Alba de Tormes, dentro del Reino de León en lo civil y de la diócesis de Salamanca en lo eclesiástico. Con la creación de las actuales provincias en 1833, quedó encuadrado en la provincia de Salamanca, dentro de la Región Leonesa, formando parte del partido judicial de Alba de Tormes hasta su integración en el de Salamanca.

## Demografía
En 2020, Amatos de Alba contaba con una población de 23 habitantes, de los que 13 eran hombres y 10, mujeres (INE 2020).
| Gráfica de evolución demográfica de Amatos de Alba entre 2000 y 2020                     |
|                                                                                          |
| Fuente: Instituto Nacional de Estadística de España - Elaboración gráfica por Wikipedia. |